# Anthony E. Zuiker
Anthony E. Zuiker, ameriški televizijski producent in scenarist, * 17. avgust 1968, Illinois, Združene države Amerike.
Anthony E. Zuiker je stvaritelj in izvršni producent ameriške televizijske serije Na kraju zločina. Producira vse tri različice iz franšize Na kraju zločina: Na kraju zločina, Na kraju zločina: Miami in Na kraju zločina: New York.